# Pleocoma lucis
Pleocoma lucis is een keversoort uit de familie Pleocomidae. De wetenschappelijke naam van de soort is voor het eerst geldig gepubliceerd in 1941 door Linsley.